# 빅토리야 니키시나
빅토리야 알렉산드로브나 니키시나(러시아어: Викто́рия Алекса́ндровна Ники́шина, 1984년 9월 9일~)는 러시아의 펜싱 선수로 주 종목은 플뢰레이다. 2008년 하계 올림픽 여자 플뢰레 단체전에서 금메달을 획득했으며 세계 선수권 대회에서 은메달 1개를 획득했다.